# Hoofddorp

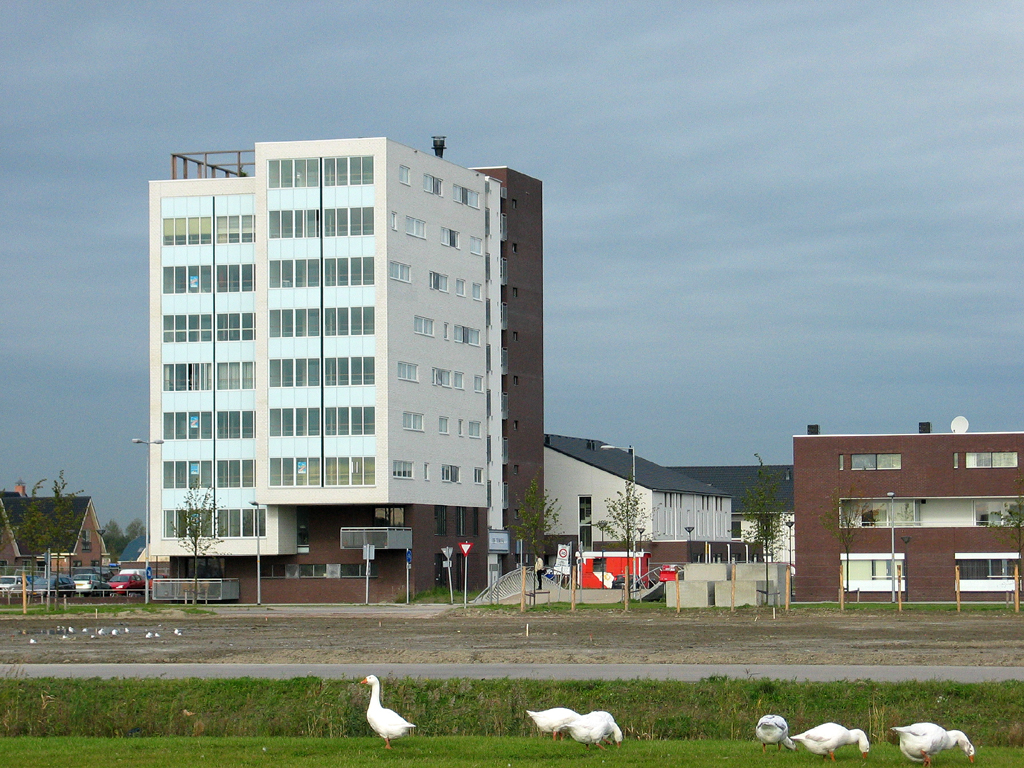
Hus i Hoofddorp

Hoofddorp är en ort i kommunen Haarlemmermeer i Noord-Holland, Nederländerna och ligger cirka 15 km sydväst om Amsterdam alldeles intill Schiphols flygplats. Samhället hade 75 595 invånare år 2019.

## Historia
Orten som idag kallas Hoofddorp var en av två huvudsakliga bosättningar i poldern Haarlemmermeer och hette från början Kruisdorp ("Korsbyn"). Namnet ändrades till Hoofddorp när orten valdes till att bli den administrativa huvudorten i poldern och kommunen.

## Externa länkar

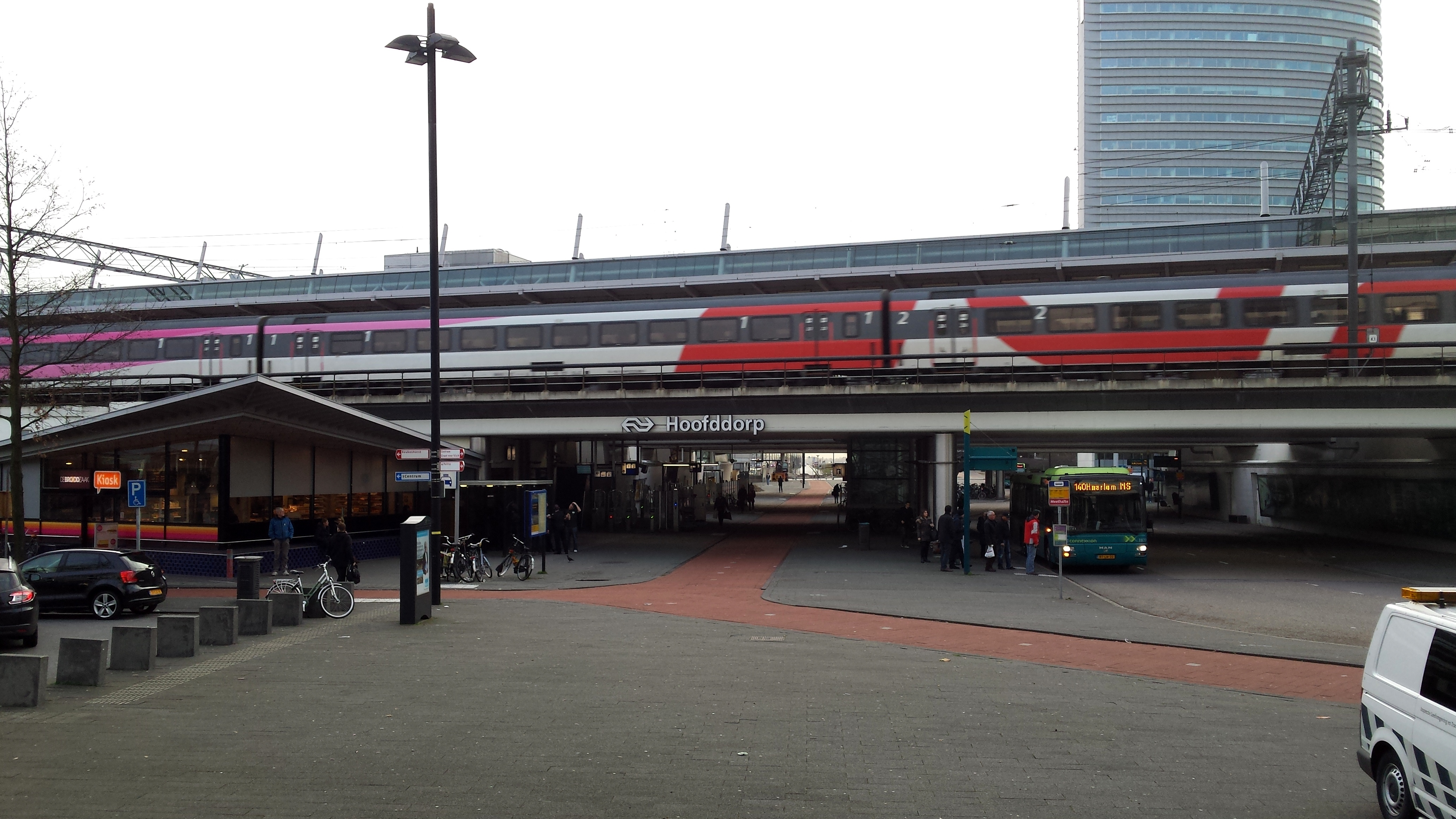
Hoofddorps järnvägsstation, 2013